# Dolichopus albifrons
Dolichopus albifrons är en tvåvingeart som beskrevs av Friedrich Hermann Loew 1859. Dolichopus albifrons ingår i släktet Dolichopus och familjen styltflugor. Arten är reproducerande i Sverige. Inga underarter finns listade i Catalogue of Life.